# Alfred Groth
Alfred Groth (* 16. Oktober 1876 in Kehl; † 27. März 1971 in München) war ein deutscher Arzt und Sozial-Hygieniker, Honorarprofessor und Fachautor.

## Leben
Der Sohn des Mineralogen Paul Heinrich von Groth und dessen Ehefrau Rosalie Maria, geborene Levy, kam im Alter von sieben Jahren nach München, nachdem der Vater 1883 eine Professur an der Ludwig-Maximilians-Universität angetreten hatte. Zum Schuljahr 1886/87 trat er ins Münchner Maximiliansgymnasium ein und legte hier 1895 die Abiturprüfung ab, unter anderem mit seinem Bruder Otto sowie mit Otto von Baeyer und Fritz Gablonsky.
Er studierte Medizin an der Universität München und promovierte 1900 zum Dr. med. mit einem Thema aus der Neurologie. Nach einer Assistenz an der „Central-Impfanstalt“ in München und zeitweiser Tätigkeit als stellvertretender Leichenbeschauer des 26. Stadtbezirks (bis 1909) habilitierte er sich mit einer Arbeit zur Medizin-Statistik. 1913 wurde er zum „Central-Impfarzt“ ernannt. Im letzten Kriegsjahr wurde er im Rang eines Obermedizinalrats nach „Russisch-Polen“ versetzt und kehrte im April 1918 nach München zurück. Ab den 1920er Jahren lehrte er als Privatdozent „medizinische Statistik“ an der Universität. In seinen zahlreichen Veröffentlichungen und Fachvorträgen befasste er sich vor allem mit statistischen Untersuchungen im Bereich der Sozial-Hygiene und hier vor allem mit der Säuglingssterblichkeit.
1902 heiratete Alfred Groth in Frankfurt am Main die Fabrikantentochter Josepha Nett (* 1878). Aus der Ehe, die 1926 geschieden wurde, gingen vier Töchter, Juliane (* 1902), Hedwig (* 1909, † 1913) und die Zwillinge Hildegard und Gertrud (* 1914) hervor. Zeitlebens wohnte er im Haus Kaulbachstraße 62, das der Vater 1892 erworben hatte.

## Schriften (Auswahl)
- Über den Lobus impar der Medulla oblongata bei Cyprinoiden. Inaugurial-Dissertation. Kastner & Lossen, München 1901.
- Zur Beurteilung der Säuglingssterblichkeit in München. In: Zeitschrift für Hygiene und Infektionskrankheiten, Band 51. Veit & Comp., Leipzig 1905, S. 249 ff.
- Zur Methodik statistischer Erhebungen über Säuglingsernährung (mit Martin Hahn). In: Centralblatt für allgemeine Gesundheitspflege. 25. Jahrgang. Martin Hager, Bonn 1906, S. 234.
- Verhaltungsmaßregeln bei Impflymphen zur Verhütung weiterer Ansteckung. In: Bericht über den XIV. internationalen Kongress für Hygiene und Demographie, Berlin, 23.–29. September 1907. Hrsgg. von der Kongressleitung. Redigiert von Generalsekretär Prof. Dr. Nietner. Bd. 2. August Hirschwald, Berlin 1908, S. 1148–1153.
- Die Säuglingsverhältnisse in Bayern von Alfred Groth und Martin Hahn. Sonderabdruck aus der Zeitschrift des K. Bayer. Statistischen Landesamts, Jahrgang 1910, Heft 1, J. Gotteswinter, München 1910.
- Über den Einfluß der beruflichen Gliederung des bayerischen Volkes auf die Entwicklung der Sterblichkeit und Fruchtbarkeit der letzten Jahrzehnte. Habilitationsschrift. Oldenbourg, München 1912.
- Säuglingssterblichkeit. In: Alfred Grotjahn, Ignaz Kaup (Hrsg.): Handwörterbuch für soziale Hygiene. Berlin 1912, S. 279–292.
- Neomalthusianismus. In: Ärztlicher Verein München (Hrsg.): Zur Erhaltung und Mehrung der Volkskraft. J. F. Lehmann, München 1918, S. 127–134.
- Über Wertbestimmung der Schutzpockenlymphe. In: Zeitschrift für Hygiene und Infektionskrankheiten. Bd. 92. Springer, Berlin 1921, S. 129.
- Über Gewinnung keimfreier Schutzpockenlymphen (mit K. Arnold). In: Deutsche Medizinische Wochenschrift 1922, S. 1580.
- Revaccinationsergebnisse in Berlin und München (mit K. Arnold). In: Zeitschrift für Hygiene und Infektionskrankheiten, Bd. 108. Springer, Berlin 1928, S. 578.
- Gewissensklausel im Deutschen Impfgesetz. In: Münchner Medizinische Wochenschrift 1934, Nr. 14, J. F. Lehmann, München 1934, S. 125.